# Federazione pancipriota del lavoro
La Federazione Pancipriota del Lavoro (PEO; in greco: Παγκυπρια Εργατικη Ομοσμονδια, ΠΕΟ) è una federazione sindacale cipriota.

## Storia
La Federazione nacque nel 1941 con il nome di Comitato Sindacale Pancipriota (PSE), riunendo all'epoca oltre sessanta organizzazioni sindacali locali. Il PSE fu dichiarato illegale nel 1946 dal regime coloniale britannico, e il 30 marzo dello stesso anno fu rifondato con la denominazione attuale.